# Петрона
Петрона̀ (на италиански: Petronà, на местен диалект Petrunà, Петруна) е малко градче и община в Южна Италия, провинция Катандзаро, регион Калабрия. Разположено е на 889 m надморска височина. Населението на общината е 2662 души (към 2012 г.).